# پیکریس گورا
پیکریس گورا (به لاتین: Pikris Gora) یک منطقهٔ مسکونی در گرجستان است که در حومه تفلیس واقع شده‌است. 